# Wereldbeker langlaufen 2014/2015
De wereldbeker langlaufen 2014/2015 (officieel: FIS Cross-Country World Cup presented by Viessmann) ging van start op 29 november 2014 in het Finse Kuusamo en eindigde op 15 maart 2015 in de Noorse hoofdstad Oslo. De wereldbeker werd georganiseerd door de Fédération Internationale de Ski. Het was de 34e editie van de wereldbeker voor zowel mannen als vrouwen.
De hoogtepunten van het seizoen waren de Tour de Ski en de wereldkampioenschappen langlaufen 2015, de resultaten van dit laatste evenement telden echter niet mee voor de wereldbeker.
De langlaufer die aan het einde van het seizoen de meeste punten had verzameld, won de algemene wereldbeker. De Zwitser Dario Cologna en Noorse Marit Bjørgen wonnen die algemene wereldbeker. In juli 2016 werd van de oorspronkelijke algemene wereldbekerwinnaar Martin Johnsrud Sundby de wereldbekerzege van 13 december 2014 in Davos en de totaalzege van de Tour de Ski 2014/2015 afgenomen, vanwege een dopingschorsing. Hierdoor won Dario Cologna alsnog de algemene wereldbeker.

## Mannen

### Kalender
| Datum | Plaats                         | Onderdeel                             | Eerste                                        | Tweede                                       | Derde                                      |
| --- | ------------------------------ | ------------------------------------- | --------------------------------------------- | -------------------------------------------- | ------------------------------------------ |
| 29/11/2014 | Kuusamo                        | Sprint (klassieke stijl)              | Eirik Brandsdal                               | Petter Northug                               | Sondre Turvoll Fossli                      |
| 30/11/2014 | Kuusamo                        | 15 km klassieke stijl                 | Iivo Niskanen                                 | Martin Johnsrud Sundby                       | Sami Jauhojärvi                            |
| Nordic Opening |                                |                                       |                                               |                                              |                                            |
| 05/12/2014 | Lillehammer                    | Sprint (vrije stijl)                  | Pål Golberg                                   | Aleksej Petoechov                            | Finn Hågen Krogh                           |
| 06/12/2014 | Lillehammer                    | 10 km vrije stijl                     | Martin Johnsrud Sundby                        | Finn Hågen Krogh                             | Sjur Røthe                                 |
| 07/12/2014 | Lillehammer                    | 15 km klassieke stijl (handicapstart) | Didrik Tønseth                                | Aleksej Poltoranin                           | Martin Johnsrud Sundby                     |
| Eindklassement Nordic Opening:                                                                                        | Eindklassement Nordic Opening: | Eindklassement Nordic Opening:        | Martin Johnsrud Sundby                        | Finn Hågen Krogh                             | Sjur Røthe                                 |
| 13/12/2014 | Davos                          | 15 km klassieke stijl                 | Didrik Tønseth                                | Dario Cologna                                | Sjur Røthe                                 |
| 14/12/2014 | Davos                          | Sprint (vrije stijl)                  | Finn Hågen Krogh                              | Anders Gløersen                              | Eirik Brandsdal                            |
| 20/12/2014 | Davos                          | 15 km vrije stijl                     | Anders Gløersen                               | Petter Northug                               | Chris Jespersen                            |
| 21/12/2014 | Davos                          | Sprint (vrije stijl)                  | Federico Pellegrino                           | Aleksej Petoechov                            | Finn Hågen Krogh                           |
| Tour de Ski 2014/2015                                                                                                 |                                |                                       |                                               |                                              |                                            |
| 03/01/2015 | Oberhof                        | 4 km vrije stijl                      | Dario Cologna                                 | Calle Halfvarsson                            | Petter Northug                             |
| 04/01/2015 | Oberhof                        | 15 km klassieke stijl (handicapstart) | Petter Northug                                | Alex Harvey                                  | Calle Halfvarsson                          |
| 06/01/2015 | Val Müstair                    | Sprint (vrije stijl)                  | Federico Pellegrino                           | Petter Northug                               | Martin Johnsrud Sundby                     |
| 07/01/2015 | Toblach                        | 10 km klassieke stijl                 | Aleksej Poltoranin                            | Jevgeni Belov                                | Martin Johnsrud Sundby                     |
| 08/01/2015 | Cortina-Toblach                | 25 km vrije stijl (handicapstart)     | Petter Northug                                | Calle Halfvarsson                            | Jevgeni Belov                              |
| 10/01/2015 | Val di Fiemme                  | 15 km klassieke stijl (massastart)    | Tim Tscharnke                                 | Aleksej Poltoranin                           | Dario Cologna                              |
| 11/01/2015 | Val di Fiemme                  | 10 km achtervolging (vrije stijl)     | Roland Clara                                  | Maurice Manificat                            | Toni Livers                                |
| Eindklassement Tour de Ski:                                                                                           | Eindklassement Tour de Ski:    | Eindklassement Tour de Ski:           | Petter Northug                                | Jevgeni Belov                                | Calle Halfvarsson                          |
| 17/01/2015 | Otepää                         | Sprint (klassieke stijl)              | Tomas Northug                                 | Ola Vigen Hattestad                          | Toni Ketelä                                |
| 18/01/2015 | Otepää                         | Teamsprint (vrije stijl)              | Rusland I Aleksej Petoechov Sergej Oestjoegov | Noorwegen I Anders Gløersen Finn Hågen Krogh | Italië Dietmar Nöckler Federico Pellegrino |
| 23/01/2015 | Rybinsk                        | 15 km vrije stijl                     | Dario Cologna                                 | Jevgeni Belov                                | Sergej Oestjoegov                          |
| 24/01/2015 | Rybinsk                        | Sprint (vrije stijl)                  | Federico Pellegrino                           | Sergej Oestjoegov                            | Andrej Parfenov                            |
| 25/01/2015 | Rybinsk                        | 30 km skiatlon                        | Maksim Vylegsjanin                            | Dario Cologna                                | Matti Heikkinen                            |
| 14/02/2015 | Östersund                      | Sprint (klassieke stijl)              | Finn Hågen Krogh                              | Alex Harvey                                  | Timo André Bakken                          |
| 15/02/2015 | Östersund                      | 15 km vrije stijl                     | Finn Hågen Krogh                              | Maurice Manificat                            | Marcus Hellner                             |
| 18 februari tot en met 1 maart 2015: wereldkampioenschappen langlaufen 2015 in Falun (telt niet mee voor wereldbeker) |                                |                                       |                                               |                                              |                                            |
| 07/03/2015 | Lahti                          | Sprint (vrije stijl)                  | Eirik Brandsdal                               | Sindre Bjørnestad Skar                       | Richard Jouve                              |
| 08/03/2015 | Lahti                          | 15 km klassieke stijl                 | Francesco De Fabiani                          | Aleksej Poltoranin                           | Sami Jauhojärvi                            |
| 11/03/2015 | Drammen                        | Sprint (klassieke stijl)              | Eirik Brandsdal                               | Finn Hågen Krogh                             | Ola Vigen Hattestad                        |
| 14/03/2015 | Oslo                           | 50 km vrije stijl (massastart)        | Sjur Røthe                                    | Dario Cologna                                | Martin Johnsrud Sundby                     |

### Eindstanden
| Algemene wereldbeker | Algemene wereldbeker   | Algemene wereldbeker | Algemene wereldbeker |
| #                    | Naam                   | Land                 | Punten               |
| -------------------- | ---------------------- | -------------------- | -------------------- |
| 1                    | Dario Cologna          | SUI                  | 1.103                |
| 2                    | Petter Northug         | NOR                  | 1.047                |
| 3                    | Calle Halfvarsson      | SWE                  | 897                  |
| 4                    | Finn Hågen Krogh       | NOR                  | 870                  |
| 5                    | Jevgeni Belov          | RUS                  | 868                  |
| 6                    | Martin Johnsrud Sundby | NOR                  | 748                  |
| 7                    | Niklas Dyrhaug         | NOR                  | 613                  |
| 8                    | Aleksej Poltoranin     | KAZ                  | 557                  |
| 9                    | Alex Harvey            | CAN                  | 518                  |
| 10                   | Maksim Vylegsjanin     | RUS                  | 488                  |

| Afstandswereldbeker | Afstandswereldbeker    | Afstandswereldbeker | Afstandswereldbeker |
| #                   | Naam                   | Land                | Punten              |
| ------------------- | ---------------------- | ------------------- | ------------------- |
| 1                   | Dario Cologna          | SUI                 | 797                 |
| 2                   | Martin Johnsrud Sundby | NOR                 | 696                 |
| 3                   | Jevgeni Belov          | RUS                 | 447                 |
| 4                   | Calle Halfvarsson      | SWE                 | 396                 |
| 5                   | Petter Northug         | NOR                 | 395                 |
| 6                   | Niklas Dyrhaug         | NOR                 | 377                 |
| 7                   | Aleksej Poltoranin     | KAZ                 | 347                 |
| 8                   | Maksim Vylegsjanin     | RUS                 | 323                 |
| 9                   | Alex Harvey            | CAN                 | 309                 |
| 10                  | Maurice Manificat      | FRA                 | 291                 |

| Sprintwereldbeker | Sprintwereldbeker     | Sprintwereldbeker | Sprintwereldbeker |
| #                 | Naam                  | Land              | Punten            |
| ----------------- | --------------------- | ----------------- | ----------------- |
| 1                 | Finn Hågen Krogh      | NOR               | 479               |
| 2                 | Eirik Brandsdal       | NOR               | 442               |
| 3                 | Federico Pellegrino   | ITA               | 376               |
| 4                 | Aleksej Petoechov     | RUS               | 298               |
| 5                 | Sondre Turvoll Fossli | NOR               | 267               |
| 6                 | Sergej Oestjoegov     | RUS               | 221               |
| 7                 | Tomas Northug         | NOR               | 217               |
| 8                 | Petter Northug        | NOR               | 214               |
| 9                 | Ola Vigen Hattestad   | NOR               | 204               |
| 10                | Pål Golberg           | NOR               | 187               |

| Helvetia U23 | Helvetia U23            | Helvetia U23 | Helvetia U23 |
| #            | Naam                    | Land         | Punten       |
| ------------ | ----------------------- | ------------ | ------------ |
| 1            | Francesco De Fabiani    | ITA          | 309          |
| 2            | Sergey Ustiugov         | RUS          | 297          |
| 3            | Sondre Turvoll Fossli   | NOR          | 267          |
| 4            | Ivo Niskanen            | FIN          | 169          |
| 5            | Sindre Bjørnestad Skar  | NOR          | 112          |
| 6            | Håvard Solås Taugbøl    | NOR          | 106          |
| 7            | Richard Jouve           | FRA          | 72           |
| 8            | Vegard Bjerkreim Nilsen | NOR          | 54           |
| 9            | Martin Løwstrøm Nyenget | NOR          | 50           |
| 10           | Simen Hegstad Krüger    | NOR          | 37           |

## Vrouwen

### Kalender
| Datum | Plaats                         | Onderdeel                             | Eerste                                    | Tweede                                                      | Derde                                    |
| --- | ------------------------------ | ------------------------------------- | ----------------------------------------- | ----------------------------------------------------------- | ---------------------------------------- |
| 29/11/2014 | Kuusamo                        | Sprint (klassieke stijl)              | Marit Bjørgen                             | Katja Visnar                                                | Maiken Caspersen Falla                   |
| 30/11/2014 | Kuusamo                        | 10 km klassieke stijl                 | Therese Johaug                            | Marit Bjørgen                                               | Charlotte Kalla                          |
| Nordic Opening |                                |                                       |                                           |                                                             |                                          |
| 05/12/2014 | Lillehammer                    | Sprint (vrije stijl)                  | Marit Bjørgen                             | Celine Brun-Lie                                             | Heidi Weng                               |
| 06/12/2014 | Lillehammer                    | 5 km vrije stijl                      | Therese Johaug                            | Marit Bjørgen                                               | Heidi Weng                               |
| 07/12/2014 | Lillehammer                    | 10 km klassieke stijl (handicapstart) | Therese Johaug                            | Heidi Weng                                                  | Marit Bjørgen                            |
| Eindklassement Nordic Opening:                                                                                        | Eindklassement Nordic Opening: | Eindklassement Nordic Opening:        | Marit Bjørgen                             | Therese Johaug                                              | Heidi Weng                               |
| 13/12/2014 | Davos                          | 10 km klassieke stijl                 | Therese Johaug                            | Marit Bjørgen                                               | Kerttu Niskanen                          |
| 14/12/2014 | Davos                          | Sprint (vrije stijl)                  | Ingvild Flugstad Østberg                  | Maiken Caspersen Falla                                      | Celine Brun-Lie                          |
| 20/12/2014 | Davos                          | 10 km vrije stijl                     | Marit Bjørgen                             | Nicole Fessel                                               | Heidi Weng                               |
| 21/12/2014 | Davos                          | Sprint (vrije stijl)                  | Marit Bjørgen                             | Stina Nilsson                                               | Ingvild Flugstad Østberg                 |
| Tour de Ski 2014/2015                                                                                                 |                                |                                       |                                           |                                                             |                                          |
| 03/01/2015 | Oberhof                        | 3 km vrije stijl                      | Marit Bjørgen                             | Heidi Weng                                                  | Ragnhild Haga                            |
| 04/01/2015 | Oberhof                        | 10 km klassieke stijl (handicapstart) | Marit Bjørgen                             | Heidi Weng                                                  | Therese Johaug                           |
| 06/01/2015 | Val Müstair                    | Sprint (vrije stijl)                  | Marit Bjørgen                             | Heidi Weng                                                  | Ingvild Flugstad Østberg                 |
| 07/01/2015 | Toblach                        | 5 km klassieke stijl                  | Marit Bjørgen                             | Therese Johaug                                              | Heidi Weng                               |
| 08/01/2015 | Cortina-Toblach                | 15 km vrije stijl (handicapstart)     | Marit Bjørgen                             | Heidi Weng                                                  | Therese Johaug                           |
| 10/01/2015 | Val di Fiemme                  | 10 km klassieke stijl (massastart)    | Therese Johaug                            | Marit Bjørgen                                               | Heidi Weng                               |
| 11/01/2015 | Val di Fiemme                  | 9 km achtervolging (vrije stijl)      | Therese Johaug                            | Heidi Weng                                                  | Marit Bjørgen                            |
| Eindklassement Tour de Ski:                                                                                           | Eindklassement Tour de Ski:    | Eindklassement Tour de Ski:           | Marit Bjørgen                             | Therese Johaug                                              | Heidi Weng                               |
| 17/01/2015 | Otepää                         | Sprint (klassieke stijl)              | Ingvild Flugstad Østberg                  | Stina Nilsson                                               | Celine Brun-Lie                          |
| 18/01/2015 | Otepää                         | Teamsprint (vrije stijl)              | Zweden I Ida Ingemarsdotter Stina Nilsson | Noorwegen I Ingvild Flugstad Østberg Maiken Caspersen Falla | Polen Justyna Kowalczyk Sylwia Jaśkowiec |
| 23/01/2015 | Rybinsk                        | 10 km vrije stijl                     | Astrid Jacobsen                           | Elizabeth Stephen                                           | Stefanie Böhler                          |
| 24/01/2015 | Rybinsk                        | Sprint (vrije stijl)                  | Jennie Öberg                              | Natalja Matvejeva                                           | Laurien van der Graaff                   |
| 25/01/2015 | Rybinsk                        | 15 km skiatlon                        | Joelia Tsjekaleva                         | Martine Ek Hagen                                            | Riitta-Liisa Roponen                     |
| 14/02/2015 | Östersund                      | Sprint (klassieke stijl)              | Marit Bjørgen                             | Maiken Caspersen Falla                                      | Stina Nilsson                            |
| 15/02/2015 | Östersund                      | 10 km vrije stijl                     | Charlotte Kalla                           | Marit Bjørgen                                               | Therese Johaug                           |
| 18 februari tot en met 1 maart 2015: wereldkampioenschappen langlaufen 2015 in Falun (telt niet mee voor wereldbeker) |                                |                                       |                                           |                                                             |                                          |
| 07/03/2015 | Lahti                          | Sprint (vrije stijl)                  | Marit Bjørgen                             | Ingvild Flugstad Østberg                                    | Kikkan Randall                           |
| 08/03/2015 | Lahti                          | 10 km klassieke stijl                 | Marit Bjørgen                             | Heidi Weng                                                  | Charlotte Kalla                          |
| 11/03/2015 | Drammen                        | Sprint (klassieke stijl)              | Maiken Caspersen Falla                    | Heidi Weng                                                  | Marit Bjørgen                            |
| 15/03/2015 | Oslo                           | 30 km vrije stijl (massastart)        | Marit Bjørgen                             | Therese Johaug                                              | Astrid Jacobsen                          |

### Eindstanden
| Algemene wereldbeker | Algemene wereldbeker     | Algemene wereldbeker | Algemene wereldbeker |
| #                    | Naam                     | Land                 | Punten               |
| -------------------- | ------------------------ | -------------------- | -------------------- |
| 1                    | Marit Bjørgen            | NOR                  | 2.172                |
| 2                    | Therese Johaug           | NOR                  | 1.388                |
| 3                    | Heidi Weng               | NOR                  | 1.332                |
| 4                    | Ingvild Flugstad Østberg | NOR                  | 894                  |
| 5                    | Ragnhild Haga            | NOR                  | 750                  |
| 6                    | Maiken Caspersen Falla   | NOR                  | 661                  |
| 7                    | Charlotte Kalla          | SWE                  | 620                  |
| 8                    | Nicole Fessel            | GER                  | 565                  |
| 9                    | Denise Herrmann          | GER                  | 548                  |
| 10                   | Elizabeth Stephen        | USA                  | 544                  |

| Afstandswereldbeker | Afstandswereldbeker | Afstandswereldbeker | Afstandswereldbeker |
| #                   | Naam                | Land                | Punten              |
| ------------------- | ------------------- | ------------------- | ------------------- |
| 1                   | Marit Bjørgen       | NOR                 | 962                 |
| 2                   | Therese Johaug      | NOR                 | 857                 |
| 3                   | Heidi Weng          | NOR                 | 692                 |
| 4                   | Charlotte Kalla     | SWE                 | 426                 |
| 5                   | Ragnhild Haga       | NOR                 | 402                 |
| 6                   | Nicole Fessel       | GER                 | 399                 |
| 7                   | Elizabeth Stephen   | USA                 | 360                 |
| 8                   | Martine Ek Hagen    | NOR                 | 344                 |
| 9                   | Joelia Tsjekaleva   | RUS                 | 328                 |
| 10                  | Astrid Jacobsen     | NOR                 | 326                 |

| Sprintwereldbeker | Sprintwereldbeker        | Sprintwereldbeker | Sprintwereldbeker |
| #                 | Naam                     | Land              | Punten            |
| ----------------- | ------------------------ | ----------------- | ----------------- |
| 1                 | Marit Bjørgen            | NOR               | 610               |
| 2                 | Ingvild Flugstad Østberg | NOR               | 560               |
| 3                 | Maiken Caspersen Falla   | NOR               | 512               |
| 4                 | Stina Nilsson            | SWE               | 345               |
| 5                 | Heidi Weng               | NOR               | 280               |
| 6                 | Katja Visnar             | SLO               | 260               |
| 7                 | Celine Brun-Lie          | NOR               | 252               |
| 8                 | Hanna Falk               | SWE               | 217               |
| 9                 | Natalja Matvejeva        | RUS               | 216               |
| 10                | Laurien van der Graaff   | SUI               | 174               |

| Helvetia U23 | Helvetia U23            | Helvetia U23 | Helvetia U23 |
| #            | Naam                    | Land         | Punten       |
| ------------ | ----------------------- | ------------ | ------------ |
| 1            | Stina Nilsson           | SWE          | 427          |
| 2            | Teresa Stadlober        | AUT          | 247          |
| 3            | Nathalie Von Siebenthal | SUI          | 131          |
| 4            | Petra Nováková          | CZE          | 79           |
| 5            | Lea Einfalt             | SLO          | 77           |
| 6            | Natalia Zhukova         | RUS          | 65           |
| 7            | Nathalie Schwarz        | AUT          | 64           |
| 8            | Sofia Henriksson        | SWE          | 51           |
| 8            | Maja Dahlqvist          | SWE          | 51           |
| 10           | Victoria Carl           | GER          | 44           |

## Landenklassementen
| Algemeen | Algemeen         | Algemeen |
| #        | Land             | Punten   |
| -------- | ---------------- | -------- |
| 1        | Noorwegen        | 17.225   |
| 2        | Rusland          | 5.861    |
| 3        | Zweden           | 5.324    |
| 4        | Finland          | 3.143    |
| 5        | Duitsland        | 2.510    |
| 6        | Zwitserland      | 2.076    |
| 7        | Verenigde Staten | 1.836    |
| 8        | Italië           | 1.649    |
| 9        | Frankrijk        | 1.543    |
| 10       | Polen            | 862      |

| Mannen | Mannen      | Mannen |
| #      | Land        | Punten |
| ------ | ----------- | ------ |
| 1      | Noorwegen   | 8.301  |
| 2      | Rusland     | 4.188  |
| 3      | Zweden      | 2.093  |
| 4      | Zwitserland | 1.722  |
| 5      | Italië      | 1.359  |
| 6      | Finland     | 1.318  |
| 7      | Frankrijk   | 1.112  |
| 8      | Canada      | 749    |
| 9      | Kazachstan  | 552    |
| 10     | Duitsland   | 393    |

| Vrouwen | Vrouwen          | Vrouwen |
| #       | Land             | Punten  |
| ------- | ---------------- | ------- |
| 1       | Noorwegen        | 8.924   |
| 2       | Zweden           | 3.231   |
| 3       | Duitsland        | 2.117   |
| 4       | Finland          | 1.825   |
| 5       | Rusland          | 1.673   |
| 6       | Verenigde Staten | 1.573   |
| 7       | Polen            | 745     |
| 8       | Slovenië         | 649     |
| 9       | Frankrijk        | 431     |
| 10      | Tsjechië         | 415     |